# Hedvig Bjelkevik
Hedvig Bjelkevik (ur. 18 kwietnia 1981 w Arendal) – norweska łyżwiarka szybka. Jest siostrą również łyżwiarki szybkiej, Annetty Bjelkevik.
W wieku 24 lat Bjelkevik uczestniczyła w Zimowych Igrzyskach Olimpijskich 2006 w Turynie. Brała wówczas udział w dwóch konkurencjach łyżwiarstwa szybkiego, biegu na 1500 m, gdzie zajęła 26. miejsce oraz biegu drużynowym, gdzie wraz z Maren Haugli i Annette Bjelkevik zajęła 7. miejsce.

## Rekordy życiowe
| Dystans | Czas    | Data              | Miejsce        |
| ------- | ------- | ----------------- | -------------- |
| 500 m   | 39,64   | 24 lutego 2007    | Salt Lake City |
| 1000 m  | 1:17,53 | 11 marca 2007     | Salt Lake City |
| 1500 m  | 1:58,74 | 20 listopada 2005 | Salt Lake City |
| 3000 m  | 4:13,30 | 18 listopada 2005 | Salt Lake City |
| 5000 m  | 7:33,17 | 15 stycznia 2000  | Hamar          |
| Źródło: |         |                   |                |